# Auki
Auki je hlavní a nejlidnatější město provincie Malaita a druhé nejlidnatější město na Šalomounových ostrovech. Leží na ostrově Malaita. K Auki patří také letiště Gwaunaruu, ležící 11 km na sever od centra města. Ve městě žije okolo 8 000 obyvatel.

## Doprava
Ve městě jezdí taxi, kterým se lze dopravit z Letiště Gwaunaruu.

## Klima
Klima ve městě je tropické.